# Pièces en euro de l'Irlande
Les pièces en euro de l'Irlande sont les pièces de monnaie en euro frappées par l'Irlande et mises en circulation par la Central Bank and Financial Services Authority of Ireland. L'euro a remplacé l'ancienne monnaie nationale, la livre irlandaise, le 1er janvier 1999 (entrée dans la zone euro) au taux de conversion de 1 euro = 0,787564 livres. Les pièces en euro irlandaises ont cours légal dans la zone euro depuis le 1er janvier 2002.

## Pièces destinées à la circulation

### Face commune et spécifications techniques
Comme toutes les pièces en euro destinées à la circulation, les pièces irlandaises répondent aux spécifications techniques communes et présentent un revers commun utilisé par tous pays de la zone euro. Celui-ci indique la valeur de la pièce. L'Irlande utilise la deuxième version du revers depuis 2007.

### Faces nationales des pièces courantes
Les huit pièces irlandaises ont un dessin unique sur l'avers réalisé par Jarlath Hayes, qui a reproduit la harpe gaélique dite « de Brian Boru », symbole de l'Irlande et présente sur les armoiries du pays, entouré à gauche de la mention du pays émetteur éıʀe en écriture gaélique et, à droite, du millésime. Le tout est entouré des 12 étoiles du drapeau européen.
La harpe était déjà utilisée sur les pièces irlandaises depuis l'indépendance du pays en 1928.
Le premier millésime indiqué est 2002, date de la mise en circulation des pièces.
La description des faces nationales de l'Irlande et des 14 autres pays ayant adopté l'euro fiduciaire en 2002 a été publiée dans le Journal officiel de l'Union européenne, le 28 décembre 2001.
| 1 centime          | 2 centimes         | 5 centimes                                                                    |
| ------------------ | ------------------ | ----------------------------------------------------------------------------- |
|                    |                    |                                                                               |
| La harpe gaélique. |                    |                                                                               |
| 10 centimes        | 20 centimes        | 50 centimes                                                                   |
|                    |                    |                                                                               |
| La harpe gaélique. |                    |                                                                               |
| 1 euro             | 2 euros            | Gravure sur la tranche (2 euros)                                              |
|                    |                    |                                                                               |
| La harpe gaélique. | La harpe gaélique. | 2**, répété 6 fois, orienté alternativement de bas en haut et de haut en bas. |

### Pièces commémoratives de 2 euros
L'Irlande a émis sa première pièce commémorative de 2 euros en 2007, à l'occasion du 50e anniversaire du traité de Rome et sa première de sa propre initiative pour la première fois en 2016 à l'occasion du 100e anniversaire de l'Insurrection de Pâques 1916.
| 2007                               | |                         |
| 50e anniversaire du traité de Rome | |                         |
|                                    | Tous les pays de la zone euro, dont l'Irlande, ont émis le 25 mars 2007 une pièce commémorative de 2 € pour célébrer le 50e anniversaire du traité de Rome. Le centre de la pièce représente le traité signé par les six États membres fondateurs devant un arrière-plan évoquant le dallage, dessiné par Michel-Ange, de la place du Capitole, à Rome, où le traité a été signé le 25 mars 1957. Le mot an eoraıp (Europe) figure au-dessus du livre. La légende conradh na róımhe (Traité de Rome) et 50 blıaın (50 ans) est inscrite au-dessus du dessin. Le millésime 2007 et le nom du pays émetteur éıʀe sont inscrits sous le dessin. L'anneau externe de la pièce comporte les douze étoiles du drapeau européen. |                         |
| Graveur :                          | \| Gravure sur la tranche : \| Date : \| Tirage : \| \| \| 25 mars 2007 \| 4,82 millions de pièces \| |                         |
| Gravure sur la tranche :           | Date : | Tirage :                |
|                                    | 25 mars 2007 | 4,82 millions de pièces |

| 2009                                                | |                      |
| 10e anniversaire de l'Union économique et monétaire | |                      |
|                                                     | Tous les pays de la zone euro ont émis le 1er janvier une pièce commémorative de 2 € pour célébrer le 10e anniversaire de l'Union économique et monétaire. Le centre de la pièce illustre une silhouette humaine stylisée dont le bras gauche est prolongé par le symbole de l'euro. Le nom du pays émetteur éıʀe apparaît dans la partie supérieure, tandis que l'indication 1999-2009 et les acronymes irlandais AEA (pour Aontas Eacnamaíoch agus Airgeadaíochta, Union économique et monétaire ou UEM) et anglais EMU (pour Economic and Monetary Union) apparaissent dans la partie inférieure. L'anneau externe de la pièce représente les douze étoiles du drapeau européen. |                      |
| Graveur : Geórgios Stamatópoulos                    | \| Gravure sur la tranche : \| Date : \| Tirage : \| \| \| 1er janvier 2009 \| 5 millions de pièces \| |                      |
| Gravure sur la tranche :                            | Date : | Tirage :             |
|                                                     | 1er janvier 2009 | 5 millions de pièces |

| 2012                                                                         | |                      |
| 10e anniversaire de la mise en circulation des billets et des pièces en euro | |                      |
|                                                                              | Le dessin au centre de la pièce symbolise la place acquise en dix ans par l'euro, qui est désormais un acteur mondial à part entière, et son importance dans la vie quotidienne, différents aspects étant décrits : les citoyens (représentés par une famille de quatre personnes), le commerce (le bateau), l'industrie (l'usine) et l'énergie (les éoliennes). Le nom du pays émetteur éıʀe est apposé en haut de la pièce. L'anneau externe de la pièce comporte les douze étoiles du drapeau européen. |                      |
| Graveur : Helmut Andexlinger                                                 | \| Gravure sur la tranche : \| Date : \| Tirage : \| \| \| 3 janvier 2012 \| 3 millions de pièces \| |                      |
| Gravure sur la tranche :                                                     | Date : | Tirage :             |
|                                                                              | 3 janvier 2012 | 3 millions de pièces |

| 2015                                 | |                     |
| 30e anniversaire du drapeau européen | |                     |
|                                      | Le drapeau européen dessiné grossièrement, entouré par douze bonshommes stylisés. En haut à droite, le nom du pays émetteur éıʀe suivi des années 1985-2015. L'anneau externe de la pièce comporte les douze étoiles du drapeau européen. |                     |
| Graveur : Geórgios Stamatópoulos     | \| Gravure sur la tranche : \| Date : \| Tirage : \| \| \| Octobre 2015 \| 1 million de pièces \| |                     |
| Gravure sur la tranche :             | Date : | Tirage :            |
|                                      | Octobre 2015 | 1 million de pièces |

| 2016                                                | |                        |
| 100e anniversaire de l'Insurrection de Pâques 1916, | |                        |
|                                                     | Représentation de la statue d'Hibernia, allégorie de l'Irlande, sur le toit de la Poste centrale de Dublin, qui servit de quartier général à l'insurrection. Derrière la statue, des rayons de soleil pour symboliser le soulèvement, la proclamation et la naissance d'une nouvelle nation. En haut, le nom HIBERNIA, dans une police de caractère rappelant celle du manuscrit du Livre de Kells. De chaque côté de la statue, les années 1916 et 2016. Sous la statue, la mention du pays émetteur éıʀe et le millésime 2016. L'anneau externe de la pièce comporte les douze étoiles du drapeau européen. La pièce a fait l'objet d'un concours, lancé en janvier 2015 dans le quotidien Irish Times. 52 projets ont été reçus, parmi lesquels six ont été sélectionnés par un échantillon désigné par la Banque Centrale (Central Bank of Ireland) pour un second tour qui a désigné deux vainqueurs : un pour la pièce de 2 euros et un autre pour des pièces en or et en argent. |                        |
| Graveur : Emmet Mullins                             | \| Gravure sur la tranche : \| Date : \| Tirage : \| \| \| Janvier 2016 \| 4,5 millions de pièces \| |                        |
| Gravure sur la tranche :                            | Date : | Tirage :               |
|                                                     | Janvier 2016 | 4,5 millions de pièces |

| 2019                                                                                         | |                     |
| 100e anniversaire de la création du Dáil Éireann, le parlement irlandais, le 21 janvier 1919 | |                     |
|                                                                                              | Représentation stylisée de la première session du Dáil Éireann dans la Salle ronde de la Mansion House, à Dublin. Au centre, la légende An Chéad Dáil (Premier Dáil) écrit en écriture gaélique. En haut, l'année 1919. En bas, la mention du pays émetteur ÉIRE suivie du millésime 2019. L'anneau externe de la pièce comporte les douze étoiles du drapeau européen. |                     |
| Graveur :                                                                                    | \| Gravure sur la tranche : \| Date : \| Tirage : \| \| \| Janvier 2019 \| 1 million de pièces \| |                     |
| Gravure sur la tranche :                                                                     | Date : | Tirage :            |
|                                                                                              | Janvier 2019 | 1 million de pièces |

| 2022                                                | |
| 35e anniversaire du programme Erasmus, créé en 1987 | |
|                                                     | Tous les pays de l'Union européenne utilisant l'euro émettent une pièce de 2 euros commémorative pour le 35e anniversaire du programme Erasmus. Le philosophe, humaniste et théologien néerlandais Érasme écrivant, d'après le tableau Desiderius Erasmus de Hans Holbein le Jeune, entouré d'une série de lien formant des étoiles et le nombre 35. Sur son flanc, les années 1987-2022, les mots ERASMUS PROGRAMME et la mention du pays émetteur éıʀe. L'anneau externe de la pièce comporte les douze étoiles du drapeau européen. |
| Graveur : Joaquin Jimenez                           | \| Gravure sur la tranche : \| Tirage : \| \| \| 500 000 pièces \| |
| Gravure sur la tranche :                            | Tirage : |
|                                                     | 500 000 pièces |

| 2023                                                             | |                |
| 50e anniversaire de l'Adhésion de l'Irlande à l'Union Européenne | |                |
|                                                                  | Logo du programme « EU50 » utilisé par les services gouvernementaux afin de promouvoir des évènements marquant le 50e anniversaire de l’adhésion de l’Irlande à l’UE. Le nom du pays d’émission « ÉIRE » est rajouté au-dessus du logo. L’année «1973» est inscrite pour rappeler l’année d’adhésion de l’Irlande à l’UE, ainsi que l’année «2023» pour indiquer l’année d’émission de la pièce. |                |
| Graveur :                                                        | \| Gravure sur la tranche : \| Date : \| Tirage : \| \| \| 22 juin 2023 \| 500 000 pièces \| |                |
| Gravure sur la tranche :                                         | Date : | Tirage :       |
|                                                                  | 22 juin 2023 | 500 000 pièces |

### Tirage des pièces de circulation courante
|      | 1 ct   | 2 ct   | 5 ct   | 10 ct  | 20 ct  | 50 ct  | 1 €    | 2 €   |
| 2002 | 404,34 | 354,64 | 456,27 | 275,91 | 234,58 | 144,14 | 135,14 | 90,59 |
| 2003 | 77,9   | 177,29 | 48,35  | 133,82 | 57,14  | 11,81  | 2,52   | 2,63  |
| 2004 | 174,83 | 143    | 82,33  | 36,77  | 32,42  | 6,75   | 1,63   | 3,74  |
| 2005 | 128,55 | 74,65  | 56,51  | 7,15   | 40,49  | 17,31  | 6,82   | 13,47 |
| 2006 | 110,93 | 26,55  | 89,77  | 9,6    | 10,36  | 7,46   | 4      | 5,08  |
| 2007 | 163,8  | 200,94 | 136,21 | 76,99  | 34,47  | 8,68   | 5,7    | 12,11 |
| 2008 | 46,12  | 35,8   | 61,87  | 56,53  | 45,97  | 1,19   | 2,56   | 6,08  |
| 2009 | 52,17  | 44,25  | 11,3   | 11,74  | 5,39   | 2,9    | 3,29   | 3,81  |
| 2010 | 10,92  | 3,47   | 0,99   | 1,05   | 1      | 1,14   | 1,05   | 1,44  |
| 2011 | 40,95  | 4,7    | 0,99   | 0,92   | 1,14   | 1,06   | 1,06   | 1,02  |
| 2012 | 61,37  | 11,91  | 1,02   | 1,06   | 0,97   | 0,99   | 1,01   | 3,75  |
| 2013 | 58,74  | 28,28  | 1,04   | 0,94   | 1,28   | 0,96   | 0,96   | 1,05  |

## Pièces de collection
L'Irlande émet également plusieurs pièces de collection par an qui ne peuvent être utilisées dans les autres pays.